# Kosovo ai Giochi della XXXI Olimpiade
Il Kosovo ha partecipato ai Giochi della XXXI Olimpiade,  che si sono svolti Rio de Janeiro, Brasile, dal 5 al 21 agosto 2016, con una delegazione di 8 atleti impegnati in 5 discipline. Portabandiera alla cerimonia di apertura è stata la judoka Majlinda Kelmendi. Si trattò della prima partecipazione del Kosovo ai giochi olimpici estivi.

## Medaglie
| Medaglia | Nome              | Sport | Evento          |
| -------- | ----------------- | ----- | --------------- |
| Oro      | Majlinda Kelmendi | Judo  | 52 kg femminile |

## Risultati

### Atletica leggera
Eventi su pista e strada
| Atleta         | Evento          | Batteria  | Batteria  | Semifinale      | Semifinale      | Finale          | Finale          |
| Atleta         | Evento          | Risultato | Posizione | Risultato       | Posizione       | Risultato       | Posizione       |
| -------------- | --------------- | --------- | --------- | --------------- | --------------- | --------------- | --------------- |
| Musa Hajdari   | 800 m maschili  | 1'48"41   | 7º        | non qualificato | non qualificato | non qualificato | non qualificato |
| Vijona Kryeziu | 400 m femminili | 54"30     | 7ª        | non qualificata | non qualificata | non qualificata | non qualificata |

### Ciclismo

#### Ciclismo su strada
| Atleta       | Evento                  | Tempo | Posizione |
| ------------ | ----------------------- | ----- | --------- |
| Qëndrim Guri | Corsa in linea maschile | dnf   | dnf       |

### Judo
| Atleta            | Evento           | 16-esimi                      | Ottavi                           | Quarti                            | Semifinali                        | Ripescaggio          | Med. bronzo          | Finale                           | Posizione       |                 |
| Atleta            | Evento           | Avversario Risultato          | Avversario Risultato             | Avversario Risultato              | Avversario Risultato              | Avversario Risultato | Avversario Risultato | Avversario Risultato             | Posizione       |                 |
| ----------------- | ---------------- | ----------------------------- | -------------------------------- | --------------------------------- | --------------------------------- | -------------------- | -------------------- | -------------------------------- | --------------- | --------------- |
| Majlinda Kelmendi | −52 kg femminile | Bye                           | E. Tschopp (CHE) V (0100-0000)   | C. Legentil (MRI) V (0000-0000) S | M. Nakamura (JPN) V (0000-0000) S | Bye                  | Bye                  | O. Giuffrida (ITA) V (0001-0000) | Oro             |                 |
| Nora Gjakova      | −57 kg femminile | Y. Amarís (COL) V (0100-0000) | C. Căprioriu (ROU) P (0000-0002) | non qualificata                   | non qualificata                   | non qualificata      | non qualificata      | non qualificata                  | non qualificata | non qualificata |

### Nuoto
| Atleta      | Evento                     | Batterie | Batterie  | Semifinali      | Semifinali      | Finale          | Finale          |
| Atleta      | Evento                     | Tempo    | Posizione | Tempo           | Posizione       | Tempo           | Posizione       |
| ----------- | -------------------------- | -------- | --------- | --------------- | --------------- | --------------- | --------------- |
| Lum Zhaveli | 50 m stile libero maschili | 24"53    | 57º       | non qualificato | non qualificato | non qualificato | non qualificato |
| Rita Zeqiri | 100 metri dorso femminili  | 1'12"31  | 34ª       | non qualificata | non qualificata | non qualificata | non qualificata |

### Tiro a segno/volo
| Atleta     | Evento                                | Qualificazione | Qualificazione | Finale          | Finale          |
| Atleta     | Evento                                | Punteggio      | Classifica     | Punteggio       | Classifica      |
| ---------- | ------------------------------------- | -------------- | -------------- | --------------- | --------------- |
| Urata Rama | Carabina 10m aria compressa femminile | 402,3          | 48ª            | non qualificata | non qualificata |